# Pierre-Luc Gagnon
Pierre-Luc Gagnon (nascido no dia 2 de maio de 1980 em Montreal, Canadá) é um skatista profissional.

## Começo de Carreira
Pierre-Luc Gagnon cresceu em Boucherville; na costa sul de Montreal, no Canadá. 
Seus pais deram-lhe o seu primeiro skate em seu 8 º aniversário que foi no ano de 1988, e seu pai construiu para ele uma rampa de skate de 8 metros no quintal de casa. Em 1992, o pai de Pierre-Luc Gagnon comprou um skatepark em Boucherville, e nesse mesmo ano Pierre começou a competir em campeonatos de skate amador. 
No ano de 1997, Pierre tornou-se profissional. Daí em 1998 seu pai vendeu o skatepark. Pierre mora atualmente em Carlsbad (Califórnia).

## Principais Conquistas
Dentre as principais conquistas estão:
- 15 medalhas nos X Games (7 de ouro, 6 de prata e 2 de bronze).
- Campeão várias vezes do Maloof Money Cup.
- Campeão do Gravity Games.

## Curiosidades
- A principal língua de Pierre é o francês, e depois o inglês.
- Ele é um dos maiores vencedores dos X Games.